# Kanton Ferrette
Kanton Ferrette (fr. Canton de Ferrette) byl francouzský kanton v departementu Haut-Rhin v regionu Alsasko. Tvořilo ho 30 obcí. Zrušen byl po reformě kantonů 2014.

## Obce kantonu
- Bendorf
- Bettlach
- Biederthal
- Bouxwiller
- Courtavon
- Durlinsdorf
- Durmenach
- Ferrette
- Fislis
- Kiffis
- Kœstlach
- Levoncourt
- Liebsdorf
- Ligsdorf
- Linsdorf
- Lucelle
- Lutter
- Mœrnach
- Mooslargue
- Muespach
- Muespach-le-Haut
- Oberlarg
- Oltingue
- Raedersdorf
- Roppentzwiller
- Sondersdorf
- Vieux-Ferrette
- Werentzhouse
- Winkel
- Wolschwiller